# Globočice
Globočice – wieś w Słowenii, w gminie Brežice. W 2018 roku liczyła 80 mieszkańców.